# Грегори, Алекс
Александер Джон (Алекс) Гре́гори (англ. Alexander John Gregory; 11 марта 1984, Челтнем) — британский гребец, двукратный олимпийский чемпион (2012 и 2016) в экипажах четвёрок, пятикратный чемпион мира, двукратный чемпион Европы. Выступает в экипажах четвёрок и восьмёрок. Член ордена Британской империи с 2013 года (MBE).

## Карьера
В 2008 году был запасным в экипаже британской четвёрки на Олимпийских играх в Пекине, но не вошёл в финальный состав (британцы выиграли золото).
На Олимпиаде в Лондоне Грегори в составе четвёрки вместе с Томом Джеймсом, Питом Ридом и Эндрю Триггз-Ходжом выиграл золотую медаль.